# Anthony Ainley
Anthony Ainley (Londen, 20 augustus 1932 - aldaar, 3 mei 2004) was een Brits acteur. Hij was bekend om zijn rol als Master in de televisieserie Doctor Who, waarin hij 31 afleveringen speelde.
Anthony Ainley was afkomstig uit een acteursfamilie. Zijn broer was Richard Ainley en zijn vader was Henry Ainley. 

## Filmografie
- Naked Evil (1966)
- You Only Live Twice (1967)
- Joanna (1968)
- Inspector Clouseau (1968)
- Oh! What a Lovely War (1969)
- I Assault (1971)
- Hassan (1971)
- The Blood on Satan's Claw (1971)
- The Land That Time Forgot (1975)

## Televisieseries
- It's Dark Outside (1965)
- Champion House (1967)
- The Golden Age (1967)
- The Champions (1968)
- The Avengers (1968)
- Biography (1970)
- Department S (1970)
- Brett (1971)
- Out of the Unknown (1971)
- Elizabeth R (1971)
- Play for Today (1971)
- Doomwatch (1971)
- BBC Play of the Month (1972)
- Spyder's Web (1972)
- Clouds of Witness (1972)
- The Shadow of the Tower (1972)
- The Adventurer (1972)
- Upstairs, Downstairs (1973)
- Great Mysteries (1973)
- Warship (1973)
- The Pallisers (1974)
- Anne of Avonlea (1975)
- Within These Walls (1976)
- The Flight of the Heron (1976)
- Target (1977)
- Secret Army (1977)
- Nicholas Nickleby (1977)
- Lillie (1978)
- The Devil's Crown (1978)
- Mackenzie (1980)
- Doctor Who (1981-1989)